# Zizur Mayor
Zizur Mayor (cooficialmente en euskera: Zizur Nagusia) es una localidad y un municipio español de la Comunidad Foral de Navarra, situado en la merindad de Pamplona, en la Cuenca de Pamplona y a 5 km al suroeste de Pamplona, formando parte de su área metropolitana. Cuenta con una población de 16 124 habitantes (INE 2024).
El municipio se constituyó el 6 de noviembre de 1992 al secesionarse el hasta entonces concejo de Cizur Mayor de la Cendea de Cizur (Decreto Foral 276/1992 de 2 de septiembre)
y está formado por tres barrios: Zizur Mayor (Casco antiguo), la urbanización Zizur y la urbanización Ardoi.
Entre la gente del pueblo, suelen nombrar a algunas zonas con nombres específicos. Ejemplos: Las torres: Grupo de pisos altos muy destacados en Zizur. El arco: Arco que se sitúa en la entrada de Zizur.

## Toponimia

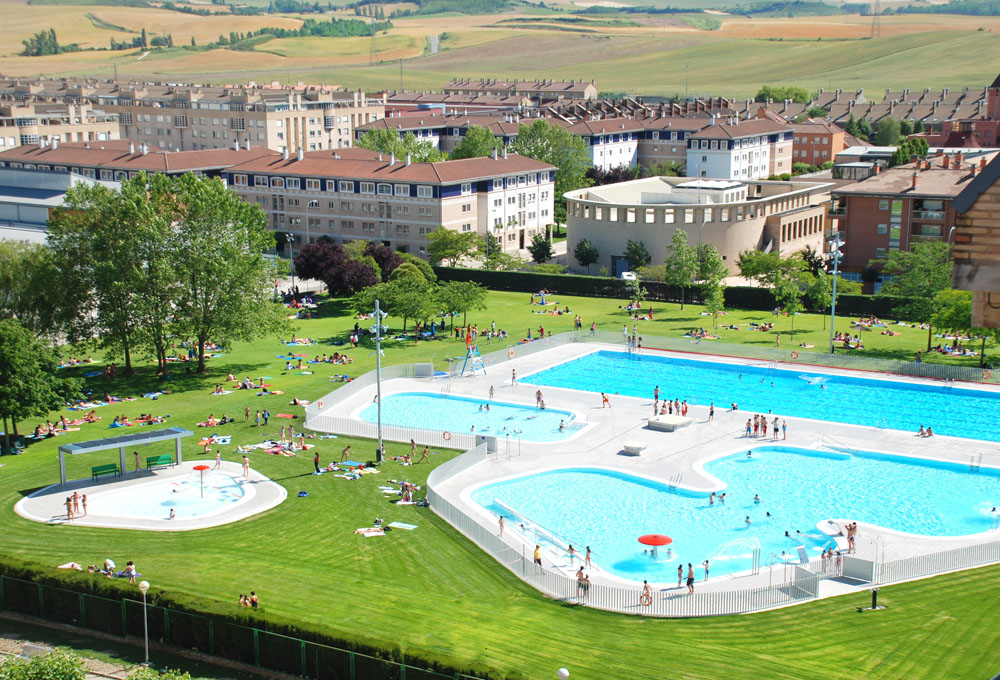
Las piscinas municipales y la urbanización Zizur

El nombre  Zizur se aplica a una de las cinco cendeas que se encuentran en la Cuenca de Pamplona. El significado etimológico de Cizur se ha relacionado generalmente con la palabra vasca zintzur (o txintxur), que tiene el significado de garganta, paso angosto entre montañas o pasaje angosto. Algunos consideran que puede ser una referencia a su ubicación geográfica entre la sierra del Perdón (monte Erreniega) y el monte Ezcaba (San Cristóbal); aunque lo cierto es que Cizur solo ocupa una parte de este espacio. Por el contrario, Juan Ignacio Iztueta consideraba que zintzur significaba también altura pequeña.
Además de la Cendea, dos poblaciones llevan el nombre (Zizur Mayor y Cizur Menor), por lo que el topónimo podría haberse originado en estas poblaciones y haberse trasladado a la Cendea. Zizur Mayor había sido tradicionalmente la principal población de la cendea, de ahí su nombre, siendo Cizur Menor la localidad menor situada al lado, hasta 1992 cuando se separó el hasta entonces concejo de Zizur Mayor de la Cendea de Cizur (Decreto Foral 276/1992 de 2 de septiembre) y se convirtió en un municipio independiente.
Existe cierta polémica sobre la transcripción del nombre. Las formas Cizur y Zizur han convivido en el pasado. La primera mención escrita de 1087 la llamaba Ciçur, luego según el INE de 1850 a 1920, el municipio se denominó oficialmente Zizur. A partir de entonces figura en los censos como Cizur. Siguiendo la ortografía moderna del euskera (surgida en la década de 1960) el nombre debía transcribirse como Zizur en dicho idioma.
Cuando en 1992 el concejo de Cizur Mayor se separó del resto de la cendea para constituirse en municipio adoptó oficialmente la denominación de Zizur Mayor en castellano y Zizur Nagusia en euskera. Esta adopción se debió probablemente por la influencia del nombre en euskera y aunque chocaba con la costumbre de las últimas décadas, no dejaba de ser una denominación histórica y tradicional en castellano para el nuevo municipio. La cendea, por el contrario, siguió manteniendo la denominación oficial de Cendea de Cizur así como la localidad de Cizur Menor que conservó esta grafía.
En el dialecto altonavarro meridional, variedad propia de la cuenca de Pamplona, se conocía como Zizur Aundie.
Su gentilicio es "zizurtarra", aplicable tanto al género masculino como al femenino en castellano y en euskera. Popularmente se les denomina patos.

## Símbolos

### Bandera
La bandera de Zizur Mayor tiene la siguiente descripción:

Bandera cuya superficie se divide por mitad horizontal, siendo la parte superior de color azul (Pantone 2925) y la parte inferior de color blanco, con borde también dividido por mitad horizontal que en la parte superior, la de color azul, será blanco y en la parte inferior, la de color blanco, será azul, de idénticos tonos respectivamente, con el escudo de la localidad en el centro de la misma. El escudo de la localidad es el que oficialmente viene utilizándose, formado por tres rosas de gules (rojas) dispuestas en triángulo mayor sobre fondo o campo de plata, con un yelmo de caballero con su cimera o penacho de plumas en azul y rojo (Pantone nº 485) y bordura en azul y plata

### Escudo
El escudo de armas del municipio de Zizur Mayor tiene el siguiente blasón:

En campo de plata, tres rosas de gules dispuestas en triángulo mayor y bordura en azul y plata.

## Geografía

Ubicación del municipio de Zizur Mayor en Navarra y en el área metropolitana de Pamplona

Zizur Mayor se encuentra situado al suroreste de la Cuenca de Pamplona a 470 m s. n. m. de altitud. Su término municipal tiene 5,6 km² y limita al norte con término de Barañáin, al noroeste con la Cendea de Olza (Concejo de Arazuri), al noreste con Pamplona (barrio de Echavacóiz), al sur con la Cendea de Galar (Concejo de Galar) y la Cendea de Cizur (concejo de Cizur Menor) y al sudeste con la Cendea de Cizur (concejo de Cizur Menor) y al oeste con la Cendea de Cizur (concejo de Gazólaz).
| Noroeste: Arazuri                   | Norte: Barañáin | Nordeste: Pamplona                             |
| Oeste: Gazólaz (Cendea de Cizur)    |                 | Este: Cizur Menor (Cendea de Cizur)            |
| Suroeste: Gazólaz (Cendea de Cizur) | Sur: Galar      | Sureste: Cizur Menor (Cendea de Cizur) y Galar |

### Relieve e hidrología
El municipio está situado en la Cuenca de Pamplona sobre una pequeña meseta que se levanta sobre una ripa o escarpe abarrancado, cuya pendiente oscila entre el 5 % y el 10 %, a 466 m s. n. m. Al nordeste de término se encuentra la sierra del Perdón.
Por su término discurre el río Elorz, afluente del río Arga, él cual se junta con éste en Arazuri. Este río tiene un caudal de 70 hm³ anuales.

### Clima

Climograma de la Cuenca de Pamplona (Aeropuerto)

El municipio está situado en una zona de transición entre el clima Atlántico caracterizado por se cálido y húmedo y el mediterráneo caracterizado por ser seco y cálido. Además el clima de la zona tiene características propias del continental (temperaturas extremas no suavizadas por el mar). En su conjunto se podría definir al clima como submediterráneo. La temperatura media anual está alrededor de 12 °C.
Los inviernos se caracterizan por ser bastante fríos, mientras que los veranos son cálidos pero sin llegarse a temperaturas extremas. El total de pluviosidad a lo largo del año rondan los 1000 mm. La época que presenta un menor índice de precipitaciones es el verano.
Durante el periodo 1975-2000, la estación de referencia de Pamplona-Aeropuerto de la Agencia Estatal de Meteorología (AEMET) registró unos valores medios anuales de temperatura de 12,5 °C y una precipitación media de 721 mm.. En ese mismo periodo, el número medio anual de días despejados fue 58, el número de días medios anuales de helada fue 42, mientras que el número de horas de sol fueron 2201.
| Registros históricos del observatorio del Aeropuerto de Pamplona (1971-2000) | Registros históricos del observatorio del Aeropuerto de Pamplona (1971-2000) | Registros históricos del observatorio del Aeropuerto de Pamplona (1971-2000) | Registros históricos del observatorio del Aeropuerto de Pamplona (1971-2000) | Registros históricos del observatorio del Aeropuerto de Pamplona (1971-2000) | Registros históricos del observatorio del Aeropuerto de Pamplona (1971-2000) | Registros históricos del observatorio del Aeropuerto de Pamplona (1971-2000) | Registros históricos del observatorio del Aeropuerto de Pamplona (1971-2000) | Registros históricos del observatorio del Aeropuerto de Pamplona (1971-2000) | Registros históricos del observatorio del Aeropuerto de Pamplona (1971-2000) | Registros históricos del observatorio del Aeropuerto de Pamplona (1971-2000) | Registros históricos del observatorio del Aeropuerto de Pamplona (1971-2000) | Registros históricos del observatorio del Aeropuerto de Pamplona (1971-2000) | Registros históricos del observatorio del Aeropuerto de Pamplona (1971-2000) |
| 1975-2000                                                                    | Ene                                                                          | Feb                                                                          | Mar                                                                          | Abr                                                                          | May                                                                          | Jun                                                                          | Jul                                                                          | Ago                                                                          | Sep                                                                          | Oct                                                                          | Nov                                                                          | Dic                                                                          | Año                                                                          |
| ---------------------------------------------------------------------------- | ---------------------------------------------------------------------------- | ---------------------------------------------------------------------------- | ---------------------------------------------------------------------------- | ---------------------------------------------------------------------------- | ---------------------------------------------------------------------------- | ---------------------------------------------------------------------------- | ---------------------------------------------------------------------------- | ---------------------------------------------------------------------------- | ---------------------------------------------------------------------------- | ---------------------------------------------------------------------------- | ---------------------------------------------------------------------------- | ---------------------------------------------------------------------------- | ---------------------------------------------------------------------------- |
| Temperatura media (°C)                                                       | 5,0                                                                          | 6,5                                                                          | 8,6                                                                          | 10,2                                                                         | 14,0                                                                         | 17,5                                                                         | 20,7                                                                         | 20,9                                                                         | 18,0                                                                         | 13,6                                                                         | 8,6                                                                          | 6,0                                                                          | 12,5                                                                         |
| Temperatura máxima media (°C)                                                | 8,9                                                                          | 11,1                                                                         | 14,0                                                                         | 15,5                                                                         | 19,8                                                                         | 23,9                                                                         | 27,6                                                                         | 27,8                                                                         | 24,4                                                                         | 18,7                                                                         | 12,8                                                                         | 9,7                                                                          | 17,8                                                                         |
| Temperatura mínima media (°C)                                                | 1,2                                                                          | 1,9                                                                          | 3,3                                                                          | 4,9                                                                          | 8,2                                                                          | 11,2                                                                         | 13,7                                                                         | 14,0                                                                         | 11,7                                                                         | 8,4                                                                          | 4,3                                                                          | 2,4                                                                          | 7,1                                                                          |
| Precipitación (mm)                                                           | 63                                                                           | 52                                                                           | 52                                                                           | 77                                                                           | 74                                                                           | 47                                                                           | 40                                                                           | 43                                                                           | 43                                                                           | 74                                                                           | 80                                                                           | 75                                                                           | 721                                                                          |

En el observatorio de Pamplona, los valores de temperatura y precipitación extremos fueron registrados entre 1885 y 1931:
| Concepto                              | Valor numérico | Fecha                   |
| ------------------------------------- | -------------- | ----------------------- |
| Precipitación máxima en un día (l/m²) | 180 l/m²       | 8 de septiembre de 1928 |
| Temperatura máxima absoluta (°C)      | 39,0 °C        | 12 de julio de 1931     |
| Temperatura mínima absoluta (°C)      | -18,0 °C       | 20 de enero de 1885     |

En el observatorio de Pamplona-Aeropuerto, muy cercano al municipio, los valores extremos de temperatura fueron registrados el 8 de julio de 1982 (+41,2 °C) y el 12 de enero de 1985 (-16,2 °C). La máxima precipitación en un día registrada alcanzó los 107,4 l/m² el 9 de octubre de 1979.

## Historia
Desde que se tiene noticias de la localidad, allá por el año 1087, en que aparece documentada como topónimo con la grafía Ciçur, hasta 1992, fecha en que consigue su máxima autonomía, Zizur Mayor ha pasado por diversas consideraciones administrativas, etc.
En noviembre de 1992, la comisión gestora del Ayuntamiento alcanzó el acuerdo por el cual Zizur Mayor se declaraba municipio independiente.

### Edad Antigua
Se desconoce la presencia de un núcleo de población vascona en torno a Zizur Mayor y alrededores antes de la llegada de los romanos a Navarra, aunque su existencia es bastante probable teniéndose en cuenta los descubrimientos obtenidos hasta la fecha. Aunque hay una relativa escasez de testimonios de la época romana en la Cuenca de Pamplona parece lógico suponer que la romanización se llevó a cabo en esta de un modo muy similar al resto de Navarra. Una prueba de ello es la presencia de pequeños núcleos agrícolas que tal vez abastecieran el macellum (mercado) de la recién fundada Pompaelo (Pamplona) (75 a. C.), como Barañáin, Muru-Astráin y Paternáin, núcleos que ya existían pero que ampliaron sus extensiones y crecieron demográficamente a raíz de la expansión romana por la cuenca del Arga y el sur de Navarra.

### Edad Media
En 1341, durante el reinado de Felipe III y Juana II de Evreux (1328-1343) le fue concedida a Juana de Almoravit, cuarta hija de Fortuño de Almoravit la mitad de la villa de Zizur Mayor y todas sus propiedades por una orden del lugarteniente de los reyes, de origen francés, que ejecutó el portero real Pedro García de Mondragón. Los Almoravit era una de las familias de ricoshombres (alta nobleza del Reino de Navarra). Con ello Juana de Almoravit y los descendientes del señor de Cameros, Juan Alfonso de Haro (Juan Alfonso de Haro, Alvar Díaz, Diago Lopiz y Fortuynno y Alfonso Teylliz), se convierten en dueños de Zizur Mayor.
Durante los siglos XIV y XV, la localidad dependió casi por completo del monasterio de La Oliva y de algunos palacianos que habían ido adquiriendo y heredando propiedades procedentes de aquellas primeras familias que se hicieron con las primitivas haciendas al margen de la Iglesia, con las propiedades civiles no controladas por los monasterios o la orden de San Juan de Jerusalén.

### Edad Moderna
La conquista y posterior incorporación del Reino de Navarra a la Corona de Castilla (1515) supuso una progresiva pérdida de privilegios y la sucesiva adaptación a las normas, valores, y costumbres particulares de la nueva monarquía.
Entre los años 1637 y 1640, llegó una orden de que algunos varones debían incorporarsen al frente, lo cual motivó que las siete cendeas de Navarra se unieran para presentar una queja formal ante las Cortes de Navarra, en la que exponían el grave daño que representaba para sus poblaciones el servicio militar "ya que no tienen gente para labrar sus tierras, y otras razones considerables".
La localidad siguió dependiendo del Monasterio de La Oliva y en el siglo XVII le pagaba una pecha anual de 24 cahíces de trigo y seis de cebada. Además, comida para el abad y once acompañantes en sus visitas a Pamplona, así como paja y cebada para sus cabalgaduras.

### Edad Contemporánea
Guerra de la Independencia
Durante la ocupación francesa, el 16 de agosto del año 1812, salió de Pamplona el general francés Abbé acompañado de 1200 infantes con el objeto de reunir víveres y se dirigió a Astráin, apoderándose del lugar, pero al poco tiempo llegaron los batallones primero y tercero de la división de guerrilleros de Francisco Espoz y Mina. Los franceses se retiraron a Zizur Mayor, donde recibieron un importante refuerzo de Pamplona, consistente en 800 infantes, 100 caballos y 4 cañones, pero los guerrilleros se defendieron bravamente, hasta que exhaustos y sin municiones, optaron por retirarse. El general francés optó por no perseguirlos, dejando en manos de Espoz y Mina los víveres cogidos en Astráin.
primera guerra carlista
Durante la primera guerra carlista, tuvo lugar en Pamplona un motín provocado por las tropas liberales de los llamados cuerpos francos de Navarra (integrados en el bando liberal), que habían estado acuarteladas en Zizur Mayor, Cizur Menor y Esquíroz.
Estas tropas estaban bastante alteradas porque estaban desmovilizadas desde hacía meses al tener prohibida la entrada en Pamplona y, además, llevaban más de 3 meses sin cobrar sus salarios. La tropa, acuartelada en Zizur Mayor, decidió planificar la sublevación cuando el 26 de agosto de 1837 recibió la orden de dirigirse a Villava y, haciendo caso omiso a la orden, decidió dirigirse en su lugar a Pamplona, a la que llegaron por la cuesta de la Reina y entraron por el Portal Nuevo ante la sorpresa de la guardia que lo custodiaba. Después tomaron al asalto el resto de puertas y baluartes y llegaron hasta La Taconera.

## Población

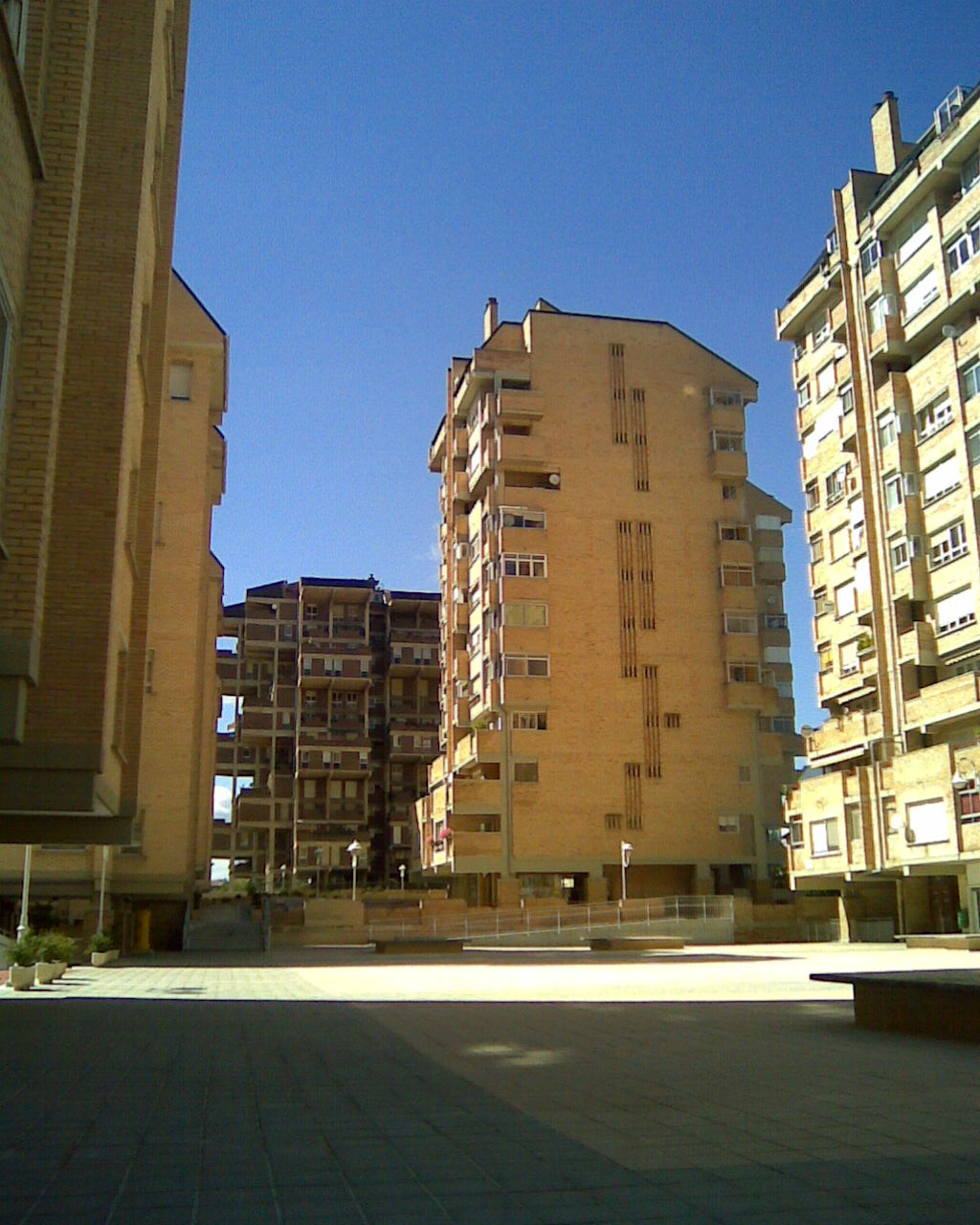
Urbanización Zizur, construida en los años 70

Zizur Mayor se compone en tres partes o barrios:
- Zizur Mayor (casco antiguo): es conocido como el pueblo de Zizur, se trata del casco antiguo de la localidad.
- Urbanización Zizur (centro de la localidad): aquí están los primeros edificios construidos entre 1971 y 1984, llamados las Torres de Santa Cruz. Son los edificios más altos de Zizur Mayor con alturas hasta 13 pisos. Esta urbanización situada al sur del casco antiguo es el núcleo de la localidad y donde más habitantes residen (alrededor de 10 000 habitantes sobre el total de la población).
- Urbanización Ardoi: es una urbanización de nueva construcción situada al oeste del casco antiguo.

| Barrio             | Población (2023) | Área (km²) | Densidad (hab./km²) |
| ------------------ | ---------------- | ---------- | ------------------- |
| Casco antiguo      | 1358             | 1,35       | 1005,93             |
| Urbanización Zizur | 10 278           | 2,13       | 4825,35             |
| Urbanización Ardoi | 4064             | 1,62       | 2508,64             |

Zizur Mayor cuenta con una población de 16 124 habitantes (INE 2024).
| Gráfica de evolución demográfica de Zizur Mayor entre 2001 y 2021 |
| |
| Población de derecho según los censos de población del INE Población de hecho según los censos de población del INEEntre el censo de 2001 y el anterior, aparece este municipio porque se segrega del municipio 31076 (Cizur) |

Zizur Mayor ocupa el 6.º puesto como municipio de mayor población de Navarra con una población de 16 124 habitantes en 2024. de los que 6828 son varones y 7043 son mujeres. Su densidad de población es de 3192.87 
 hab/km².
Los datos de la pirámide de población de 2009 se pueden resumir así:
- La población menor de 20 años es el 28,69 % del total.
- La comprendida entre 20-40 años es el 27,58 %.
- La comprendida entre 40-60 años es el 34,35 %.
- La mayor de 60 años es el 9,38 %.

Esta estructura de la población es típica del régimen demográfico moderno, con una evolución hacia el envejecimiento de la población y la disminución de la natalidad anual.

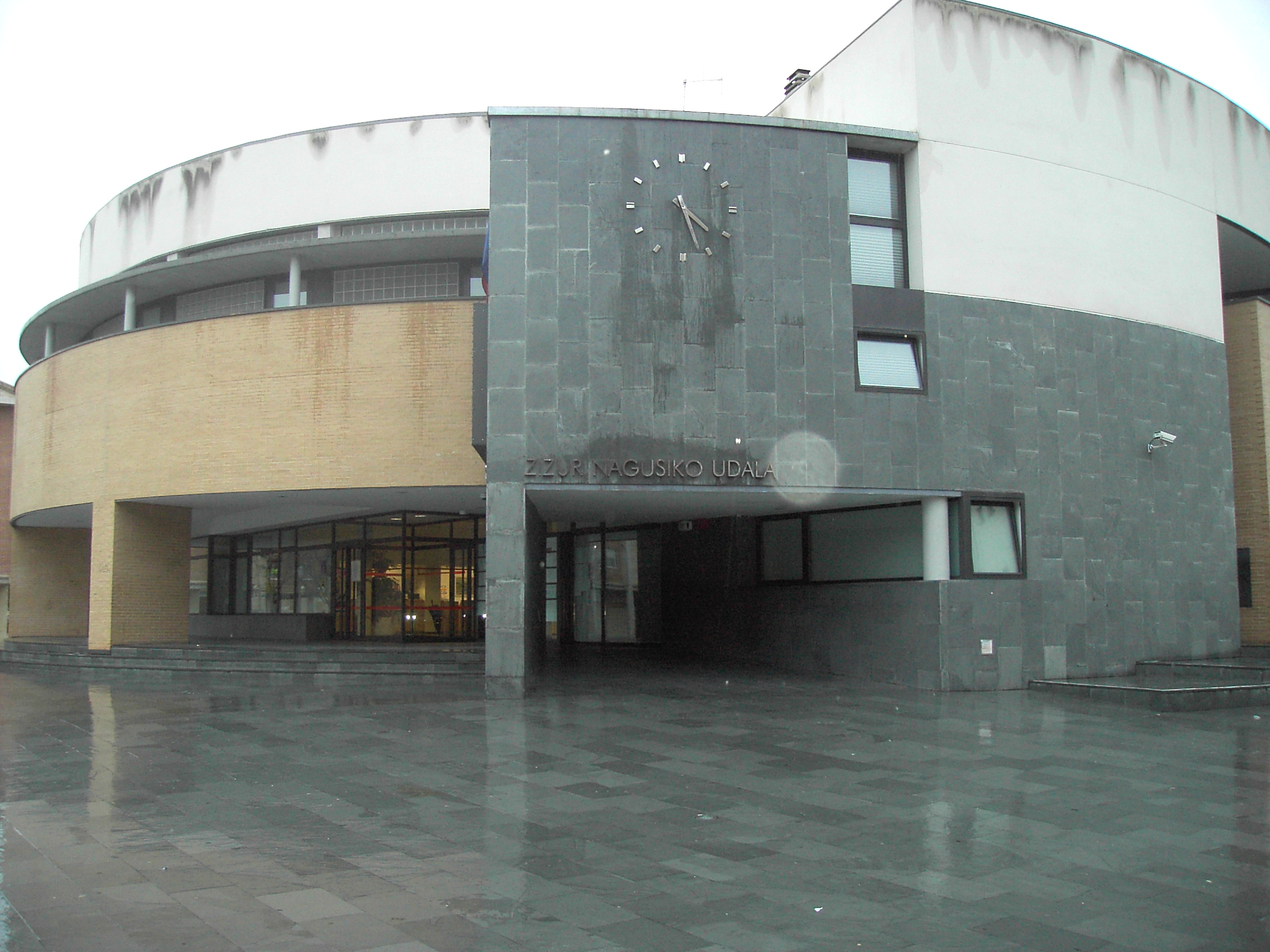
Ayuntamiento de Zizur Mayor

Evolución de la población
| Gráfica de evolución demográfica de Zizur Mayor entre 1900 y 2021                                                                                 |
| |
| Población según el Gobierno de Navarra. Población de derecho (1900-1991) o población residente (2001-2021) según los censos de población del INE. |

| Gráfica de evolución demográfica de Zizur Mayor entre 2000 y 2023 |
|                                                                   |

## Administración y política
Zizur Mayor conforma desde 1992 un municipio el cual está gobernado por un ayuntamiento de gestión democrática formado por 17 miembros elegidos en las elecciones municipales según está dispuesto en la Ley Orgánica del Régimen Electoral General. La sede del consistorio está situada en el parque Erreniega.
Desde las elecciones de 1979 han sido alcaldes-presidentes del entonces Concejo de Zizur Mayor: Luis Ibero Elía de AIZM (1979-1983 y 1987-1996), y José María Fernández "Tote" (1983-1987). En 1992 se constituyó Zizur Mayor como municipios independiente con ayuntamiento propio y Luis Ibero Elía fue su primer alcalde hasta 1996. A continuación se muestran los alcaldes desde que se constituyera el municipio en 1992.
| Periodo   | Nombre                     | Partido | Partido                                        |
| --------- | -------------------------- | ------- | ---------------------------------------------- |
| 1992-1996 | Luis Ibero Elía            |         | Agrupación Independiente de Zizur Mayor (AIZM) |
| 1996-2003 | Luis María Iriarte Larumbe |         | Agrupación Independiente de Zizur Mayor (AIZM) |
| 2003-2007 | Luis María Iriarte Larumbe |         | Unión del Pueblo Navarro (UPN)                 |
| 2007-2011 | Pedro Huarte Iribarren     |         | Nafarroa Bai (NaBai)                           |
| 2011-2015 | Luis María Iriarte Larumbe |         | Unión del Pueblo Navarro (UPN)                 |
| 2015-act. | Jon Gondán Cabrera         |         | Geroa Bai (GBai)                               |

| Partido político | Partido político                                                     | 2023  | 2023       | 2019               | 2019               | 2015  | 2015       | 2011  | 2011       | 2007  | 2007       |
| Partido político | Partido político                                                     | %     | Concejales | %                  | Concejales         | %     | Concejales | %     | Concejales | %     | Concejales |
|                  | Geroa Bai (GBai)-Nafarroa Bai (NaBai)                                | 29,6  | 6          | 23,74              | 4                  | 21,03 | 4          | 15,29 | 3          | 25,12 | 5          |
|                  | Unión del Pueblo Navarro (UPN)                                       | 24,42 | 4          | Navarra Suma (NA+) | Navarra Suma (NA+) | 25,28 | 5          | 34,13 | 6          | 37,33 | 7          |
|                  | Euskal Herria Bildu (EH Bildu)-Bildu                                 | 21,34 | 4          | 17,84              | 3                  | 18,32 | 4          | 15,81 | 3          | —     | —          |
|                  | Partido Socialista de Navarra (PSN-PSOE)                             | 7,90  | 1          | 11,14              | 2                  | 7,61  | 1          | 8,20  | 1          | 15,45 | 3          |
|                  | Partido Popular (PP)                                                 | 5,93  | 1          | Navarra Suma (NA+) | Navarra Suma (NA+) | 3,98  | 0          | 7,49  | 1          | —     | —          |
|                  | AS Zizur                                                             | 5,21  | 1          | 10,25              | 2                  | 8,45  | 1          | —     | —          | —     | —          |
|                  | Contigo-Zurekin-Izquierda-Ezkerra (I-E)-Zizur Unido-Zizur Elkarturik | 3,93  | 0          | 3,81               | 0                  | 13,30 | 2          | 10,31 | 2          | 7,81  | 1          |
|                  | Navarra Suma (NA+)                                                   | —     | —          | 31,92              | 6                  | —     | —          | —     | —          | —     | —          |
|                  | Convergencia de Demócratas de Navarra (CDN)                          | —     | —          | —                  | —                  | —     | —          | 5,22  | 1          | 4,5   | 0          |
|                  | Eusko Abertzale Ekintza-Acción Nacionalista Vasca (EAE-ANV)          | —     | —          | —                  | —                  | —     | —          | —     | —          | 8,11  | 1          |

En las elecciones municipales de 2023, Geroa Bai consiguió el 29,60% de los votos y seis concejales, seguido de UPN que logró el 24,42% y cuatro concejales. Como tercera fuerza quedó EH Bildu, que ganó fuerza y pasó de tres a cuatro concejales, con el 21,34 % de los votos, dando así a las agrupaciones nacionalistas vascas el 50,94 % de los votos. El resto de formaciones que lograron representación en el ayuntamiento fueron el PSN-PSOE con un representante y el 7,90 % de los votos, el Partido Popular con un concejal y el 5,93 %, y AS Zizur, con el 5,21 % y un escaño. La coalición Contigo-Zurekin no obtuvo ningún edil, pero sí el 3,93 % de los votos.
| Censo electoral | Partido político                         | Votos | Porcentaje | Concejales | Diferencia  |
| --- | ---------------------------------------- | ----- | ---------- | ---------- | ----------- |
| Fecha: 28 de mayo de 2023 Corporación municipal: 17 concejales Censo: 11.821 hab. con derecho a voto Tot. votantes: 8.190 (69,29%) Abstención: 3.631 (30,71%) Votos en blanco: 133 (1%) Votos nulos: 82 (1,64%) | Geroa Bai (GBai)                         | 2400  | 29,60 %    | 6/17       | 2           |
| Fecha: 28 de mayo de 2023 Corporación municipal: 17 concejales Censo: 11.821 hab. con derecho a voto Tot. votantes: 8.190 (69,29%) Abstención: 3.631 (30,71%) Votos en blanco: 133 (1%) Votos nulos: 82 (1,64%) | Unión del Pueblo Navarro (UPN)           | 1980  | 24,42 %    | 4/17       | 2           |
| Fecha: 28 de mayo de 2023 Corporación municipal: 17 concejales Censo: 11.821 hab. con derecho a voto Tot. votantes: 8.190 (69,29%) Abstención: 3.631 (30,71%) Votos en blanco: 133 (1%) Votos nulos: 82 (1,64%) | Euskal Herria Bildu (EH Bildu)           | 1731  | 21,34 %    | 4/17       | 1           |
| Fecha: 28 de mayo de 2023 Corporación municipal: 17 concejales Censo: 11.821 hab. con derecho a voto Tot. votantes: 8.190 (69,29%) Abstención: 3.631 (30,71%) Votos en blanco: 133 (1%) Votos nulos: 82 (1,64%) | Partido Socialista de Navarra (PSN-PSOE) | 641   | 7,90 %     | 1/17       | 1           |
| Fecha: 28 de mayo de 2023 Corporación municipal: 17 concejales Censo: 11.821 hab. con derecho a voto Tot. votantes: 8.190 (69,29%) Abstención: 3.631 (30,71%) Votos en blanco: 133 (1%) Votos nulos: 82 (1,64%) | Partido Popular (PP)                     | 481   | 5,93 %     | 1/17       | 1           |
| Fecha: 28 de mayo de 2023 Corporación municipal: 17 concejales Censo: 11.821 hab. con derecho a voto Tot. votantes: 8.190 (69,29%) Abstención: 3.631 (30,71%) Votos en blanco: 133 (1%) Votos nulos: 82 (1,64%) | AS Zizur (AS)                            | 423   | 5,21 %     | 1/17       | 1           |
| Fecha: 28 de mayo de 2023 Corporación municipal: 17 concejales Censo: 11.821 hab. con derecho a voto Tot. votantes: 8.190 (69,29%) Abstención: 3.631 (30,71%) Votos en blanco: 133 (1%) Votos nulos: 82 (1,64%) | Contigo-Zurekin (CZ)                     | 319   | 3,93 %     | 0/17       | Sin cambios |

## Economía
La población de Zizur Mayor, en un gran porcentaje está ocupada dentro del sector secundario, pero la actividad se realiza fuera de la localidad por dos motivos principalmente, por carecer de polígono industrial y especialmente por la proximidad de la capital en la que se halla la mayor concentración industrial de Navarra.
El sector servicios en los últimos años ha adquirido gran importancia en el municipio, tanto por la variedad como por el porcentaje de ocupación que supone.
Según estudios de La Caixa en 2006, Zizur Mayor es la población con mayor renta per cápita de España.
El estudio hecho por estos mismos, calificó a la localidad con municipio 10, por su calidad de vida, economía, servicios y etc.)

### Investigación
En 2003 se constituyó Dgna Biotech y su domicilio social está en esta localidad. Esta es una empresa biotecnológica basada en el desarrollo y explotación de los productos de investigación generados en el Centro de Investigación Médica Aplicada (CIMA) de Pamplona. Tiene dos laboratorios, uno en Pamplona y otro en Madrid.

## Servicios

### Educación
Zizur Mayor cuenta con varios centros escolares para todas las edades y a disposición de todos los habitantes de la localidad y alrededores.
| Escuela Infantil Paquita Ansa | 0-3 años               | Euskera y Castellano |
| Camino de Santiago | Infantil y Primaria    | G-PAI y A-PAI        |
| Erreniega Ikastetxe Publikoa | Infantil y Primaria    | D                    |
| Catalina de Foix | Infantil y Primaria    | G-PAI                |
| IES Zizur BHI | Secundaria y Bachiller | A, G y D             |
| Nota sobre los modelos educativos - Modelo "D": Enseñanza en euskera con lenguas española e inglesa como asignatura (4 horas semanales). |                        |                      |

El instituto de educación secundaria de Zizur Mayor (IES Zizur BHI) es el más grande tanto de construcción como de alumnado (1045 alumnos/as en el curso 2009/10) de la Comarca de Pamplona.[cita requerida] y 1099 alumnos en el curso 2016/2017

### Transportes

#### Carreteras
En la localidad se inicia la autovía del Camino (A-12) que cumunica Pamplona con Estella y Logroño. también diversas carreteras de la red local comunica a Zizur Mayor con varias localidades como Belascoáin y Cizur Menor. Muy próximo a la localidad también discurre la Ronda de Pamplona Oeste (A-15), un tramo libre de peaje que enlaza dos tramos de la autopista de Navarra (AP-15), el que comunica con Vitoria y San Sebastián y el que comunica con Zaragoza y Madrid, además de ser un tramo de circunvalación de Pamplona completado con la Ronda de Pamplona (PA-30).
| A-12    | Autovía del Camino        | Autovía         | Pamplona-Estella-Logroño             |
| A-15    | Ronda de Pamplona Oeste   | Autopista libre | AP-15 Noáin- AP-15 Berrioplano       |
| NA-6053 | Zizur-Mayor - Cizur Menor | Carretera local | Zizur Mayor - PK 1,27 de NA-6000     |
| NA-7015 | Zizur Mayor - Belascoáin  | Carretera local | PK 5,47 de A-12 - PK 6,85 de NA-7110 |

Distancias
La siguiente tabla muestra las distancias entre Zizur Mayor, las localidades más importantes de Navarra y algunas de las capitales de provincia de España.
| Localidades | Distancia (km) | Capitales     | Distancia (km) |
| ----------- | -------------- | ------------- | -------------- |
| Pamplona    | 5 km           | San Sebastián | 86 km          |
| Tudela      | 91 km          | Zaragoza      | 173 km         |
| Elizondo    | 57 km          | Madrid        | 401 km         |
| Isaba       | 94 km          | Barcelona     | 435 km         |
| Estella     | 39 km          | Bilbao        | 159 km         |
| Sangüesa    | 40 km          | Valencia      | 532 km         |
| Tafalla     | 31 km          | León          | 404 km         |
| Olite       | 38 km          | Alicante      | 652 km         |

#### Autobuses urbanos
| Eskualdeko Hiri Garraioa/Transporte Urbano Comarcal |                                                     |                                                     |
| Inicio                                              | Línea                                               | Fin                                                 |
| Pablo Sarasate                                      | 15                                                  | Ardoi - Zizur Nagusia/Zizur Mayor                   |
| Zizur Nagusia/Zizur Mayor                           | 18                                                  | Sarriguren                                          |
| San Inazio/San Ignacio                              | N1                                                  | Zizur Nagusia/Zizur Mayor                           |
| Taxi Iruñerria                                      |                                                     |                                                     |
| Zona                                                | A                                                   | A                                                   |
| Estaciones                                          | Zabalgaina kalea (Posta)/Calle Zabalgaina (Correos) | Zabalgaina kalea (Posta)/Calle Zabalgaina (Correos) |

## Monumentos y lugares de interés

### Monumentos religiosos
- iglesia de San Andrés: Es una construcción gótica del siglo XIV cuya planta ofrece nave única con cuatro tramos y ábside románica. Preside la iglesia un retablo mayor mixto de escultura y pintura de estilo plateresco que data de 1538, el cual está compuesto de tres cuerpos de cinco calles y un remate superior con tres paneles más. Todos los paneles centrales en talla, con escenas de San Andrés, la Virgen y el Calvario. El resto de los paneles están pintados con escenas de la vida de Cristo, de San Andrés o de la Virgen, en total 14 tablas más una ocultada por el Sagrario, que data a su vez de 1600. Las tablas de pintura pueden atribuirse sin género de dudas a Juan de Bustamante, pintor estellés por estar estrechamente emparentadas con las del retablo mayor de Huarte documentado a nombre.[26] De la iglesia también destaca una artística verja y un crucifijo del siglo XIV.[27]
- Iglesia parroquial de Sta María de la Esperanza de Doniantzu: está situada en la urbanización Zizur y fue construida en 1994. Anteriormente, situada en una bajera de Sta. Cruz, desde 1984.

### Monumentos civiles
- Antiguo palacio de Cabo de Armería: Es un edificio con robusto torreón cuadrado. El escudo heráldico original que poseía el palacio se encuentra desaparecido.[27]
- Tumba de Julio Paternáin: Se encuentra en el cementerio de Zizur Mayor. Era un vecino de Zizur que fue alistado por el ejército y falleció durante la guerra civil española, en 1937, a los 26 años.

## Cultura

### Música
- Banda de música municipal de Zizur Mayor: fundada en el año 2000 a iniciativa de varios músicos de la localidad (dirigidos por Jesús Guembe) y con la ayuda del Ayuntamiento, tuvo su primera actuación el 29 de junio de 2001, en el acto de inauguración de la nueva casa consistorial de la localidad. Comenzó con tan sólo 25 músicos, pero en 2018 cuenta con alrededor de 60, con edades comprendidas entre los 13 y los 64, con una media de 25 años. En 2007, puso banda sonora junto a la Orquesta Sinfónica de Varsovia en la película de La buena nueva, de la directora de cine Helena Taberna. En junio de 2008, ofreció un concierto con Oskorri, en el XXXV aniversario del grupo bilbaíno, cuya actuación fue un gran éxito. En el año 2010, celebró su décimo aniversario desde su fundación, en la que se llevaron a cabo varias actuaciones con motivo de dicha celebración. Desde entonces, el colectivo musical ha seguido trabajando, ampliando su repertorio y conciertos en diferentes localidades y países. Aparte de ofrecer actuaciones dentro de Navarra, la banda de Zizur Mayor ha llevado a cabo conciertos en otras ciudades como San Sebastián-Donostia, Valladolid, Valencia o Almería, incluso se ha desplazado al extranjero con actuaciones en Francia, Italia, Bélgica, Portugal o Alemania. También ha colaborado con diferentes entidades y artistas como Serafín Zubiri, el Conservatorio Superior de Música de Navarra, la Escuela de Música de Zizur, Ramón Cardo, Patxi Urtxegui, el Conservatorio Profesional Pablo Sarasate... Es dirigida por David Lanz desde agosto de 2023.[28]
- Escuela de música de Zizur Mayor: la escuela de música de Zizur Mayor fue fundada en septiembre de 1985 y su primer curso fue el de 1985/86; y las clases se impartían en las aulas cedidas por el colegio y la ikastola pública. En enero de 1997, se creó el nuevo local donde actualmente está la Escuela de Música.
- Txaranga Galtzagorri: fundada en el año 1983, por un grupo de amigos interesados en la música. Grupo musical compuesto principalmente por instrumentos de percusión y metal, creada como diversión y ganas de pasarlo bien con la interpretación de la música popular en fiestas, ferias y acontecimientos de cualquier índole, que necesiten música, baile y alegría.
- Ilunabarra Txistulari Taldea: grupo de txistularis de Zizur Mayor, que llevan su a cabo su actividad desde mitad de la década de los 90.
- Gaiteros de Zizur: Agrupación de gaiteros fundada a mediados de los año 80. Son habituales sus kalejiras durante las fiestas patronales, en las fiestas de San Andrés y en diferentes actos y festividades locales.
- Gaiteros Baztan Gaiteroak: grupo creado en el año 2021 con el objetivo de seguir promoviendo la música de gaita en la localidad. Normalmente acompañan a la Comparsa de Gigantes y Cabezudos en sus salidas junto con los Gaiteros de Zizur. Además, colaboran con los diferentes colectivos del pueblo como la Banda de Música o con Ilunabarra Txistulari Taldea.
- Txaranga Delirium: fundada el 27 de abril de 2011 por varios músicos de la banda municipal de Zizur. La Txaranga Delirium participa en los diferentes eventos durante las fiestas de la localidad, así como actúa en otros pueblos amenizando a sus vecinos. Durante cinco años también ha participado en las fiestas de San Fermín, acompañando a la Peña Irrintzi.

### Folklore
- Comparsa de Gigantes y Cabezudos: se fundó en el año 1993. Hasta la actualidad (2011), los mandos de la misma, han recaído sobre distintos componentes. La comparsa, no se limita a sus actuaciones en Zizur Mayor, sino que ha visitado otros lugares como; Falces, el barrio de la Txantrea en Pamplona, Aoiz, Irurzun, Tudela, Berriozar, Oyarzun, Gallur, Azpeitia, Noáin, Sarriguren, Cáseda... Los gigantes primitivos de esta comparsa pesaban entre 48 y 51 kg y son conocidos como: Sol, Luna, Mayordomo y Mayordoma. Los Mayordomos fueron obra de Jesús María Ganuza y los gigantes Sol y Luna fueron el resultado del trabajo realizado por la Txaranga Galtzagorri como celebración de su décimo aniversario.[cita requerida]. En el año 2023, con motivo del XXX Aniversario, se estrenaron las nuevas figuras de la Comparsa las cuales sustituyen a las anteriores. La labor de creación (de los nuevos Sol y Luna) y la renovación (de los Mayordomos, kilikis y burros) fue llevada a cabo por Eskuartean Imaginería Festiva y Fermín Teruel.

- Grupo de Danzas Elordi: nace en el año 2002, fomentan el aprendizaje y fomento del estudio y conocimiento de las costumbres y folclore tradicional de las danzas de Navarra y el País Vasco. Se disolvió formalmente en 2015.[cita requerida]
- Grupo de Danzas Birariak: Creado a raíz de la disolución del anterior grupo de danzas con la idea de seguir promoviendo el baile y las dantzas tradicionales en la localidad. La integran actualmente una veintena de personas.

- Asociación Cabalgata de Reyes Magos de Zizur Mayor-Zizur Nagusiko Errege Magoen Kabalgata Elkartea: la Asociación Cabalgata de Reyes Magos de Zizur Mayor nace en el año 2000 con el objetivo de poder constituir un grupo de voluntarios y voluntarias que organicen los actos navideños de nuestra localidad. La Asociación ha ido evolucionando a la vez que Zizur crecía, pasando por ella cantidad de vecinos y vecinas que han trabajado para construir todo lo que representa este Colectivo.
- Zizur Nagusiko Olentzeroa: Asociación formada por un grupo de vecinas y vecinos que organizan diferentes actividades y eventos en las fechas navideñas, aparte de la tradicional llegada de Olentzero el 24 de diciembre.
- Jai Batzordea: La Comisión Popular de fiestas organiza actividades variadas no solo en las fechas festivas, sino también distintos eventos a lo largo del año. Este grupo de personas voluntarias organizan uno de los días más señalados en el calendario zizurtarra como es el Día del Pato-Ahatearen Eguna, donde la gran mayoría de vecinos y vecinas se reúnen para celebrar la tradicional comida popular el viernes de fiestas.

### Eventos
Todos los fines de semana, y también los viernes, en el anfiteatro de la Casa de Cultura, se realizan obras de teatro y se proyectan películas de cine para niños tanto en euskera como en castellano, teniendo diferente horario. También en el mismo sitio, la Banda de Música de Zizur Mayor, ofrece muy a menudo, bien los viernes a la tarde o durante el fin de semana algún concierto. Los concursos literarios, de pintura, de belenes, de fotografía y muchos más son muy asiduos en nuestra localidad.

### Fiestas populares
- Fiestas patronales: las fiestas patronales se celebran en torno al 14 de septiembre (festividad de la Exaltación de la Santa Cruz) y resultan un gran atractivo para gente de los pueblos vecinos. Antiguamente, con motivo del patrón de la localidad (San Andrés), las fiestas se celebraban en noviembre; pero en la década de los 60, se decidió trasladarlas a la actual fecha. Era en el mes de septiembre cuando los y las zizurtarras daban por terminadas las labores del campo, por lo que encontraron en esta época del año una buena fecha para celebrar sus fiestas al final de la siega. No se parecen mucho aquellas fiestas de mediados del siglo pasado con las que se celebran actualmente, debido en gran parte al crecimiento demográfico del pueblo. Hoy en día podemos encontrar múltiples actividades a lo largo de los 5 días que duran las fiestas: conciertos, verbenas, comidas populares, salidas diarias de la Comparsa, sueltas de vaquillas, rondas koperas, el Día del Pato, bailes y dantzas tradicionales, gaiteros, txistularis, txarangas, la Banda de Música... y un largo etcétera de eventos que hacen las delicias de los vecinos y las vecinas de Zizur durante los días festivos.
- Fiestas de la Juventud-San Andrés: se celebran el fin de semana más próximo al 30 de noviembre, día de San Andrés, patrón de la localidad. Es un fin de semana completo de actividades. Una de las más vistas son por ejemplo el Txupinazo, las actuaciones de la Comparsa a las mañanas o los tóricos de ruedas sobre las 7 de la tarde, además de la elección de la Corporación infantil, que da relevo a la del año anterior (niños/as de 11 años). Desde el año 2022 han pasado a llamarse Fiestas de la Juventud, en las cuales se programan multitud de actividades enfocadas a los y las jóvenes zizurtarras; aunque los eventos tradicionales como el Desfile de la Corporación y la misa en honor a San Andrés se siguen celebrando.

- Navidad: desde el día 24 de diciembre al 6 de enero, hay actividades para niños y jóvenes. Conciertos de música, Olentzero (24 de diciembre), cine en el anfiteatro, teatros, visita de los pajes reales (2 de enero), Cabalgata de Reyes Magos (5 de enero) etc.
- Carnaval-Iñauteriak: Zizur se viste de carnaval de viernes a martes con sus mixtas y complementarias actividades que organizan el ayuntamiento, Jai Batzorde, Zizurko Gazte Asanblada y demás colectivos culturales y musicales del pueblo. El viernes se da el pistoletazo de salida con el carnaval infantil en los centros educativos. Le sigue el fin de semana con el desfile del carnaval rural el sábado por la mañana (en el que participan Zizurko Ioaldunak, ZGA, Gaiteros, Ilunabarra Txistulariak, la Txaranga o Birariak), la posterior comida popular y la salida de los Gigantes y Cabezudos el domingo. El lunes de carnaval, se celebra "La búsqueda del Mayo", organizado por la Txaranga Galtzagorri, donde al finalizar el evento se reparten bocadillos de txistorra. El martes de carnaval es el día grande, puesto que se celebra el gran desfile por el casco viejo donde convergen todos los colectivos ya mencionados con la intención de capturar y ajusticiar a Tartalo (cíclope gigante que atemorizaba a los zizurtarras y sus rebaños en tiempos ancestrales); tras varios intentos de escapar, el personaje es sentenciado a la hoguera, donde se realiza un ritual en el que los y las zizurtarras, vestidos/as de txintxurros celebran el fin de sus males con danzas y cantos. Al finalizar, se reparten los tradicionales bocadillos de tortilla con txistorra.

- Festividad de San Juan: Zizur celebra la festividad de San Juan Bautista con varias actividades. Se realizan actividades para los más pequeños de la localidad y también para mayores. La víspera de San Juan (noche del 23 de junio), se realizan las hogueras de San Juan, en la campa de la calle Arridia, junto a la plaza de la Mujer, de la urbanización Ardoi.

### Leyendas
Se cuenta que donde hoy está el parque Tablada, había un gran estanque, que con el paso del tiempo se secó y urbanizaron encima de él.
En el monte Erreniega o el Perdón, se cuenta que vivía un hombre en el bosque (Tartalo) que tenía solamente 1 ojo en la frente y que por las noches bajaba al pueblo a comerse las ovejas de los pastores.
Unos pastores y hombres del pueblo más cercano lo capturaron y lo quemaron.
De ahí viene, la famosa leyenda y tradición de la captura y quema del Tartalo, celebrada todos lo martes de Carnaval en la localidad.

### Deporte

#### Infraestructuras deportivas
Zizur Mayor cuenta desde septiembre de 2007 con el título a las mejores instalaciones deportivas de la Comarca de Pamplona, inauguradas el 12 de octubre de 1999, con sus piscinas climatizadas cubiertas, vasos de hidromasaje, saunas, gimnasio completo para realizar todo tipo de ejercicio, varias salas para artes marciales, gimnasia de mantenimiento y también para la tercera edad, canchas de baloncesto y tres frontones cubiertos.
En 2010, los vasos de las piscinas de verano fueron reformadas en su totalidad.
Actualmente, las instalaciones deportivas están en obras de ampliación y reforma, donde se estima su finalización para la primavera de 2020.

#### Clubes y sociedades deportivas
El Club Deportivo Ardoi, cuyas secciones principales son fútbol, baloncesto, atletismo, pelota vasca, balonmano, natación, artes marciales, gimnasia, entre otras.
Ardoi es el club deportivo al que más deportistas están apuntados de toda Navarra. 
El Balonmano Ardoi es el equipo de balonmano de la localidad. 
En 2021, se inauguró la pista de atletismo Patxi Morentin.
El Club de fútbol de Ardoi cuenta con un equipo de la categoría de División de Honor en tercera división (Regional), desde 2005.
El nadador Josu Pérez Diago, participó y obtuvo un 5.º puesto en la prueba de 400m libres, en el mundial de natación adaptada celebrado en México en 2017. En 2022 Asier Martínez Etxarte, nacido en Zizur Mayor, se proclamó campeón de Europa de 100 m vallas en el campeonato europeo.